# Empis argyriventris
Empis argyriventris är en tvåvingeart som beskrevs av Smith 1969. Empis argyriventris ingår i släktet Empis och familjen dansflugor. Inga underarter finns listade i Catalogue of Life.